# József Hunics
József Hunics (Ráckeresztúr, 10 de marzo de 1936 - julio de 2012) fue un deportista húngaro que compitió en piragüismo en la modalidad de aguas tranquilas.
Participó en los Juegos Olímpicos de Melbourne 1956, obteniendo una medalla de bronce en la prueba de C2 10 000 m. Ganó tres medallas en el Campeonato Europeo de Piragüismo en los años 1957 y 1959.

## Palmarés internacional
| Juegos Olímpicos   | Juegos Olímpicos      | Juegos Olímpicos  | Juegos Olímpicos |
| Año                | Lugar                 | Medalla           | Competición      |
| ------------------ | --------------------- | ----------------- | ---------------- |
| 1956               | Melbourne (Australia) | Medalla de bronce | C2 10 000 m      |
| Campeonato Europeo |                       |                   |                  |
| Año                | Lugar                 | Medalla           | Competición      |
| 1957               | Gante (Bélgica)       | Medalla de bronce | C2 1000 m        |
| 1959               | Duisburgo (RFA)       | Medalla de oro    | C2 1000 m        |
| 1959               | Duisburgo (RFA)       | Medalla de plata  | C2 10 000 m      |